# طوطی سبز (کتاب)
طوطی سبز نام یک کتاب ادبی است که توسط آرتور شنیتسلر، نویسندهٔ اهل اتریش نوشته شده‌است.